# Кубок Чили по футболу 2009
Кубок Чили по футболу 2009 года (исп. XXX Copa Chile 2009) — 30-й розыгрыш Кубка Чили по футболу.

## Первый раунд
| Команда 1                      | Итог           | Команда 2                  | 1-й матч | 2-й матч |
| ------------------------------ | -------------- | -------------------------- | -------- | -------- |
| Трасандино де Сокорома (Арика) | 4:4            | Асотель (Антофагаста)      | 3:0      | 1:4      |
| Хуан Лион (Пичидегуа)          | 2:3            | Бальмаседа (Сан-Антонио)   | 1:2      | 1:1      |
| Лучадор (Ликан-Рай)            | 6:2            | Аудакс де Футроно          | 1:1      | 5:1      |
| Академия Кильпе                | 0:6            | Депортес Киликура          | 0:2      | 0:4      |
| Пудауэль Барранкас             | 3:3 (4:3 пен.) | Депортес Серро-Навия       | 3:0      | 0:3      |
| Провинсиаль Талаганте          | 9:2            | Хувентуд Падре-Уртадо      | 3:0      | 6:2      |
| Ферровиариос                   | 2:5            | Универсидад Ибероамерикана | 2:4      | 0:1      |
| Реал Леон                      | 0:4            | Корпорасьон Нуноа          | 0:2      | 0:2      |
| Мунисипаль Ла Пинтана          | 9:2            | Лаутаро де Буин            | 6:2      | 3:0      |
| Академия Самуэль Рейес         | 3:2            | Хенераль Веласкес          | 2:0      | 1:2      |
| Энфорке де Ранкагуа            | 1:6            | Депортес Санта-Крус        | 1:3      | 0:3      |

## Второй раунд
| Команда 1                      | Итог | Команда 2                  | 1-й матч | 2-й матч |
| ------------------------------ | ---- | -------------------------- | -------- | -------- |
| Трасандино де Сокорома (Арика) | 2:3  | Бальмаседа (Сан-Антонио)   | 1:0      | 1:3      |
| Академия Самуэль Рейес         | 1:4  | Лорд Кочране (Консепсьон)  | 1:2      | 0:2      |
| Мунисипаль Ла Пинтана          | 7:5  | Универсидад Ибероамерикана | 4:2      | 3:3      |
| Депортес Киликура              | 3:2  | Хувентуд Пуэнте-Альто      | 3:1      | 0:1      |
| Корпорасьон Нуноа              | 1:2  | Депортес Санта-Крус        | 1:1      | 0:1      |
| Депортес Серро-Навия           | 1:6  | Провинсиаль Талаганте      | 0:1      | 1:5      |

## Третий раунд
| Команда 1             | Итог | Команда 2             | 1-й матч | 2-й матч |
| --------------------- | ---- | --------------------- | -------- | -------- |
| Сан-Антонио Унидо     | 3:7  | Депортес Кольчагуа    | 1:1      | 2:6      |
| Мунисипаль Мехильонес | 2:3  | Депортес Овалье       | 1:1      | 1:2      |
| Трасандино            | 2:4  | Корпорасьон Пеналолен | 2:4      | 0:0      |
| Мунисипаль Ла Пинтана | 2:2  | Депортес Киликура     | 0:0      | 2:2      |
| Депортес Санта-Крус   | 1:2  | Провинсиаль Талаганте | 0:1      | 1:1      |
| Барнечеа              | 4:2  | Унион Кильпе          | 2:1      | 2:1      |
| Магальянес            | 7:2  | Провинсиаль АГК       | 3:0      | 4:2      |
| Депортес Темуко       | 5:4  | Иберия Лос-Анхелес    | 2:1      | 3:3      |
| Линарес Унидо         | 2:2  | Фернандес Виаль       | 2:1      | 0:1      |
| Унион Темуко          | 5:0  | Депортес Вальдивия    | 3:0      | 2:0      |
| Прат де Пунта-Аренас  | 4:3  | Лорд Кочране (Айсен)  | 1:0      | 3:3      |

## Четвёртый раунд
| Дата            | Хозяева                   | Результат      | Гости                |
| --------------- | ------------------------- | -------------- | -------------------- |
| 5 августа       | Унион Темуко              | 4:1            | Депортес Наваль      |
| 5 августа       | сб. Рапа-Нуи              | 0:4            | Коло-Коло            |
| 5 августа       | Депортес Темуко           | 3:1            | Депортес Консепсьон  |
| 12 августа      | Барнечеа                  | 2:2 (2:3 пен.) | Депортес Мелипилья   |
| 12 августа      | Депортес Овалье           | 0:0 (2:3 пен.) | Кокимбо Унидо        |
| 12 августа      | Экипо Пеналолен           | 2:3            | Унион Сан-Фелипе     |
| 12 августа      | Магальянес                | 1:1 (3:5 пен.) | Сантьяго Уондерерс   |
| 13 августа      | Бальмаседа (Сан-Антонио)  | 0:0 (1:3 пен.) | Депортес Копьяпо     |
| 13 августа      | Фернандес Виаль           | 1:2            | Лота Швагер          |
| 12 и 19 августа | Депортес Кольчагуа        | 1:1 (4:5 пен.) | Унион Ла-Калера      |
| 19 августа      | Провинсиаль Талаганте     | 1:1 (3:4 пен.) | Депортес Антофагаста |
| 19 августа      | Лорд Кочране (Консепсьон) | 0:0 (3:5 пен.) | Сан-Луис Кильота     |
| 19 августа      | Мунисипаль Ла Пинтана     | 1:2            | Сан-Маркос де Арика  |
| 19 августа      | Лучадор (Ликан-Рай)       | 1:2            | Депортес Пуэрто-Монт |
| 19 августа      | Прат де Пунта-Аренас      | 1:2            | Провинсиаль Осорно   |

## Пятый раунд
| Дата        | Хозяева              | Результат      | Гости                     |
| ----------- | -------------------- | -------------- | ------------------------- |
| 26 августа  | Унион Сан-Фелипе     | 2:1            | О’Хиггинс                 |
| 26 августа  | Депортес Антофагаста | 2:1            | Кобрелоа                  |
| 26 августа  | Сан-Маркос де Арика  | 2:2 (5:6 пен.) | Депортес Икике            |
| 26 августа  | Сан-Луис Кильота     | 2:2 (5:3 пен.) | Универсидад де Чили       |
| 2 сентября  | Палестино            | 0:1            | Курико Унидо              |
| 2 сентября  | Лота Швагер          | 2:1            | Уачипато                  |
| 2 сентября  | Депортес Копьяпо     | 0:4            | Кобресаль                 |
| 2 сентября  | Кокимбо Унидо        | 1:1 (4:3 пен.) | Депортес Ла-Серена        |
| 2 сентября  | Унион Ла-Калера      | 2:5            | Унион Эспаньола           |
| 2 сентября  | Аудакс Итальяно      | 2:3            | Сантьяго Морнинг          |
| 2 сентября  | Депортес Мелипилья   | 2:0            | Рейнджерс Талька          |
| 2 сентября  | Унион Темуко         | 2:0            | Универсидад Католика      |
| 15 сентября | Депортес Пуэрто-Монт | 0:3            | Универсидад де Консепсьон |
| 16 сентября | Сантьяго Уондерерс   | 0:0 (5:4 пен.) | Эвертон                   |
| 16 сентября | Провинсиаль Осорно   | 2:1            | Ньюбленсе                 |
| 16 сентября | Депортес Темуко      | 0:4            | Коло-Коло                 |

## 1/8 финала
| Дата        | Хозяева              | Результат      | Гости                     |
| ----------- | -------------------- | -------------- | ------------------------- |
| 30 сентября | Сантьяго Уондерерс   | 0:0 (3:5 пен.) | Сантьяго Морнинг          |
| 30 сентября | Сан-Луис Кильота     | 1:1 (4:5 пен.) | Универсидад де Консепсьон |
| 6 октября   | Кокимбо Унидо        | 1:0            | Кобресаль                 |
| 7 октября   | Депортес Мелипилья   | 2:4            | Курико Унидо              |
| 7 октября   | Унион Темуко         | 2:2 (5:4 пен.) | Провинсиаль Осорно        |
| 7 октября   | Депортес Антофагаста | 0:1            | Депортес Икике            |
| 7 октября   | Лота Швагер          | 0:1            | Коло-Коло                 |
| 13 октября  | Унион Сан-Фелипе     | 1:0            | Унион Эспаньола           |

## 1/4 финала
| Дата       | Хозяева          | Результат      | Гости                     |
| ---------- | ---------------- | -------------- | ------------------------- |
| 21 октября | Унион Сан-Фелипе | 1:1 (6:5 пен.) | Коло-Коло                 |
| 28 октября | Унион Темуко     | 0:0 (5:6 пен.) | Универсидад де Консепсьон |
| 28 октября | Курико Унидо     | 1:3            | Сантьяго Морнинг          |
| 3 ноября   | Кокимбо Унидо    | 0:1            | Депортес Икике            |

## 1/2 финала
| Унион Сан-Фелипе             | 2:0 | Универсидад де Консепсьон |
| ---------------------------- | --- | ------------------------- |
| Карвахаль 41′ · Домингес 88′ |     |                           |

| Депортес Икике                        | 1:1 | Сантьяго Морнинг                 |
| ------------------------------------- | --- | -------------------------------- |
| Фика 67′                              |     | Риос 31′                         |
| Пенальти                              |     |                                  |
| Кампосано · Сагредо · Наранхо · Перес | 4:2 | Басауре · Риос · Навия · Ф. Диас |

## Финал
| Унион Сан-Фелипе                          | 3:0 | Депортес Икике |
| ----------------------------------------- | --- | -------------- |
| Вильдосо 20′ (пен.), 45′ · Брисеньо 90+2′ |     |                |